# Синтосю
Синтосю (яп. 神道集) — японская историческая книга в десяти томах, написанная предположительно в период Нанбоку-тё (1336—1392) автором, подписавшимся как Агуи. Представляет собой сборник рассказов в 50 главах о различных японских святынях, переосмысленных в русле буддийской концепции хондзи суидзаку, согласно которой японские ками были просто местными проявлениями индийских богов буддизма. Эта теория, созданная и развитая главным образом монахами школы Тэндай, никогда не была систематизирована, но тем не менее широко распространилась и стала очень влиятельной.
Книга оказала большое влияние на японскую литературу и искусство последующих веков.

## Содержание
В основном в книге упомянуты святыни расположенные к западу от Тонэгавы в провинции Кодзукэ (такие как Акаги Даймёдзин, Икахо Даймёдзин и Комохияма Даймёдзин), Кумано Сандзан и другие святыни региона Канто, объясняются причины реинкарнации в ками, и рассказываются байки об их предыдущих жизнях.
Общий постулат рассказов сводится к тому, что, прежде чем перевоплощаться в ками, опекающего некую область, душа должна сначала родиться и пострадать в данной местности в качестве человеческого существа. Страдания главным образом вызваны отношениями с родственниками, особенно с жёнами или мужьями.